# Prázdná množina

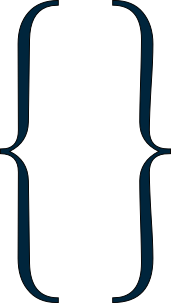
Jedna z variant zápisu prázdné množiny

Prázdná množina je v matematice množina, která neobsahuje žádné prvky. Značí se obvykle symbolem přeškrtnuté nuly {\displaystyle \emptyset }, někdy psané též jako {\displaystyle \varnothing }, popř. ∅, anebo symbolem prázdných množinových (složených) závorek {}.
Množina, která není prázdná, tzn. množina obsahující nějaké prvky, bývá označována jako neprázdná množina.

## Formální zavedení v teorii množin
V dnes nejčastěji používaném axiomatickém systému Zermelově-Fraenkelově teorii množin se existence prázdné množiny dokazuje ze schématu axiomů vydělení a axiomu existence (existuje alespoň jedna množina) formulí
pro množinu {\displaystyle x} definujme {\displaystyle \emptyset :=\{y\in x;\,y\neq y\}}.
Z axiomu extenzionality pak plyne, že prázdná množina je jediná, tj. libovolné dvě prázdné množiny jsou si rovny.

## Vlastnosti
- Prázdná množina je podmnožinou libovolné množiny:
∀ A: ∅ ⊆ A
- Libovolná množina se sjednocením s prázdnou množinou nemění:
∀ A: ∅ ∪ A = A
- Průnik libovolné množiny s prázdnou množinou je prázdná množina:
∀ A: ∅ ∩ A = ∅
- Kartézský součin libovolné množiny s prázdnou množinou je prázdná množina:
∀ A: ∅ × A = A × ∅ = ∅
- Jedinou (a to nevlastní) podmnožinou prázdné množiny je právě prázdná množina; žádné vlastní podmnožiny prázdná množina nemá:
∀ A: A ⊆ ∅ ⇒ A = ∅
- Mohutnost prázdné množiny je nula, prázdná množina je tedy konečná:
|∅| = 0

Prázdná množina jako topologický prostor je zároveň otevřená, uzavřená a kompaktní.
Součet prvků prázdné množiny se obvykle definuje jako 0, součin prvků prázdné množiny jako 1, supremum prázdné množiny reálných čísel jako {\displaystyle -\infty } a infimum jako {\displaystyle +\infty }.

## Vysvětlení některých vlastností
Definice podmnožiny říká, že každý prvek podmnožiny musí být prvkem druhé množiny. Obecný kvantifikátor pro každý prvek platí je u prázdné množiny vždy splněn, jak plyne z elementárních pravidel logiky.
Také je třeba si uvědomit, že např. A = {∅} není prázdná množina. Je to množina o jednom prvku, kterým je prázdná množina (tzn. jeden prvek množiny A je prázdnou množinou).
Aplikací tohoto faktu je množinové zavedení přirozených čísel (0 je reprezentována ∅, 1 jako {∅} a n jako množina {\displaystyle \{0,1,\ldots ,n-1\}}).